# Альпин Шалонский

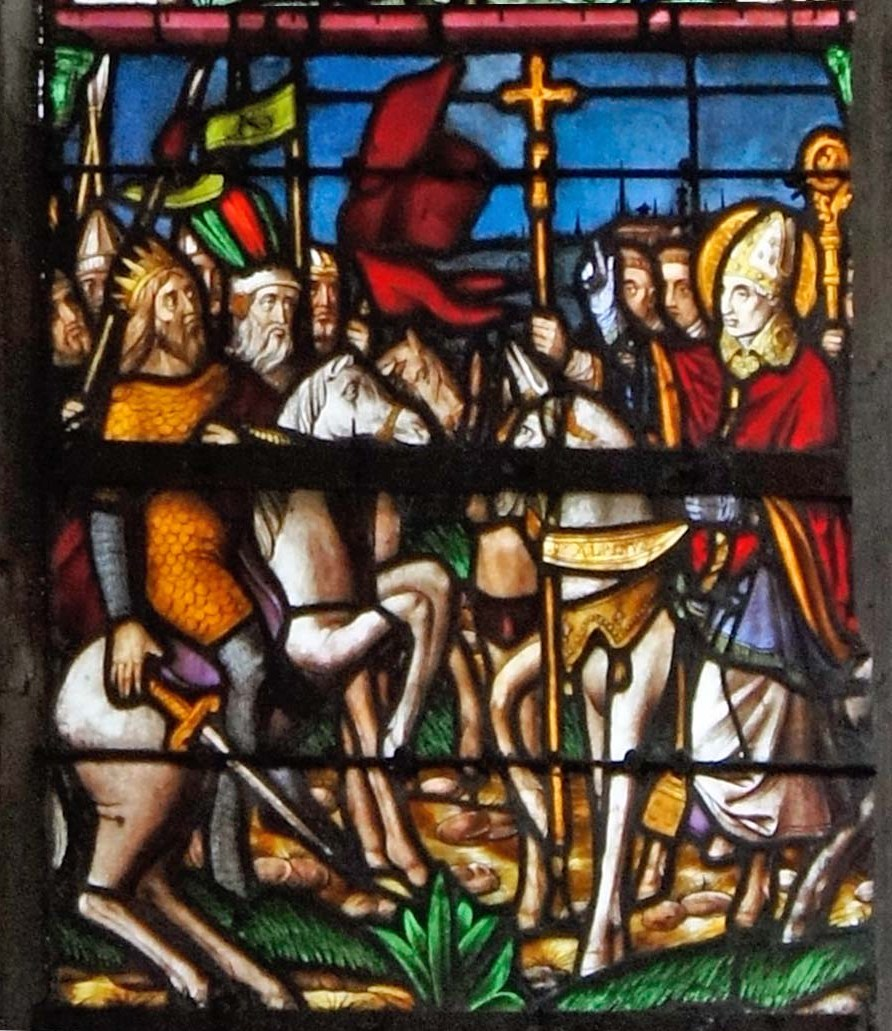
Аттила и св. Альпин. Витраж в соборе св. Альпина

Альпин (лат. Alpin, Alpinus; умер 7 сентября 480 года) — епископ шалонский, святой (дни памяти — 2 мая и 7 сентября).

## Биография
Святой Альпин получил образование в Леринском аббатстве, и ещё до окончания курса, приблизительно в 429 году, он побывал вместе со святым Германом Осерским и святым Лупом из Труа на Британских островах, где они боролись с пелагиевой ересью.
Став епископом Шалона после Провинкта (лат. Provinctus) в 430 году, святой Альпин оставался во главе епархии до 480 года.
По преданию 28 мая 451 года, в Троицын день, святой Альпин был у Аттилы с просьбой пощадить город от ярости гуннов.

## Празднование
Святой Альпин всегда поминался 7 сентября, в годовщину его кончины. В 1245 году епископ Шалона Жофруа II де Грандпре (Geoffroy II de Grandpré) перенёс день поминания на 2 мая, годовщину перенесения мощей. В мартирологе день памяти Альпина Шалонского указан 7 сентября.

## Галерея

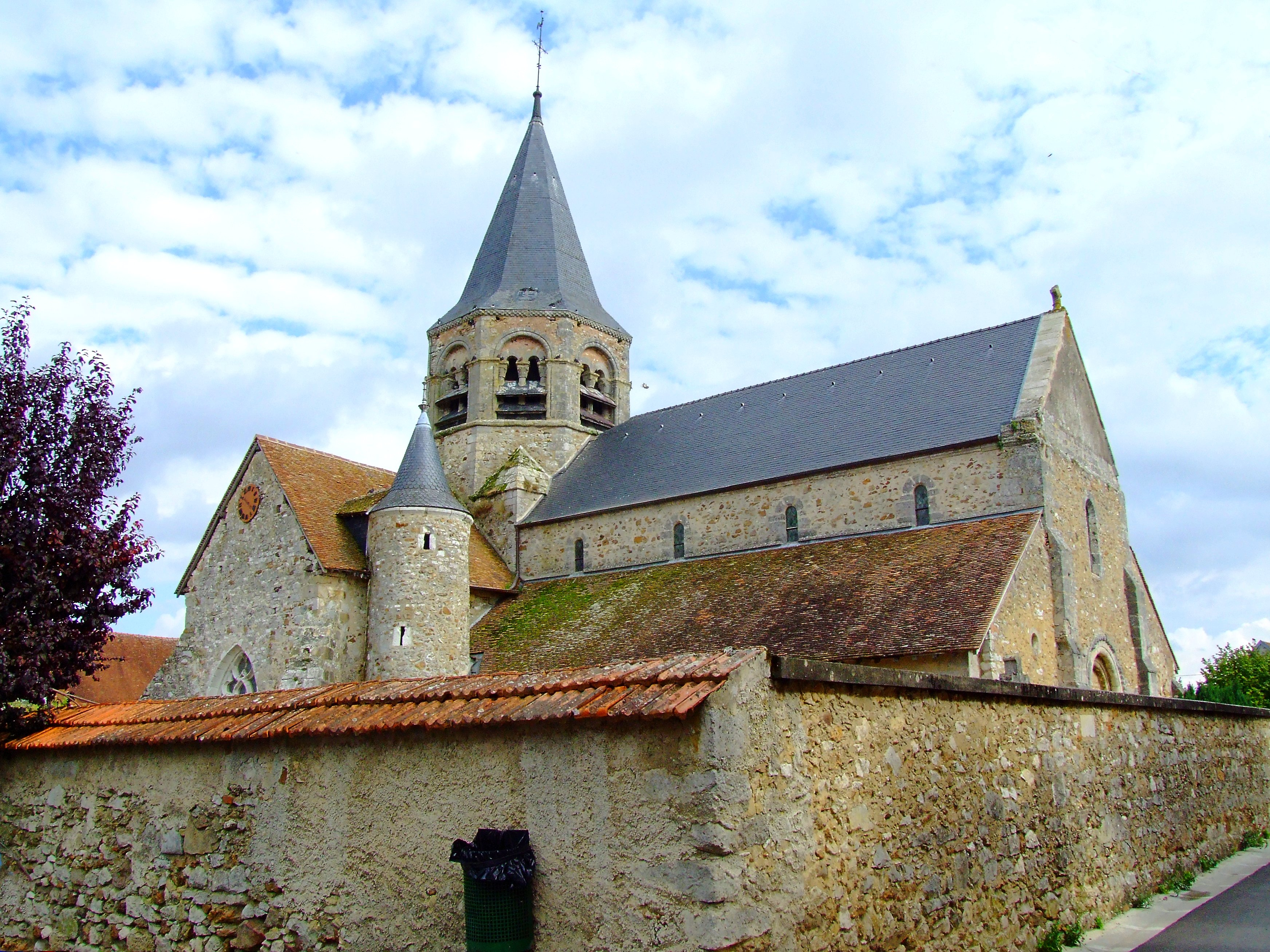
Вилльвенар. Храм святого Альпина.
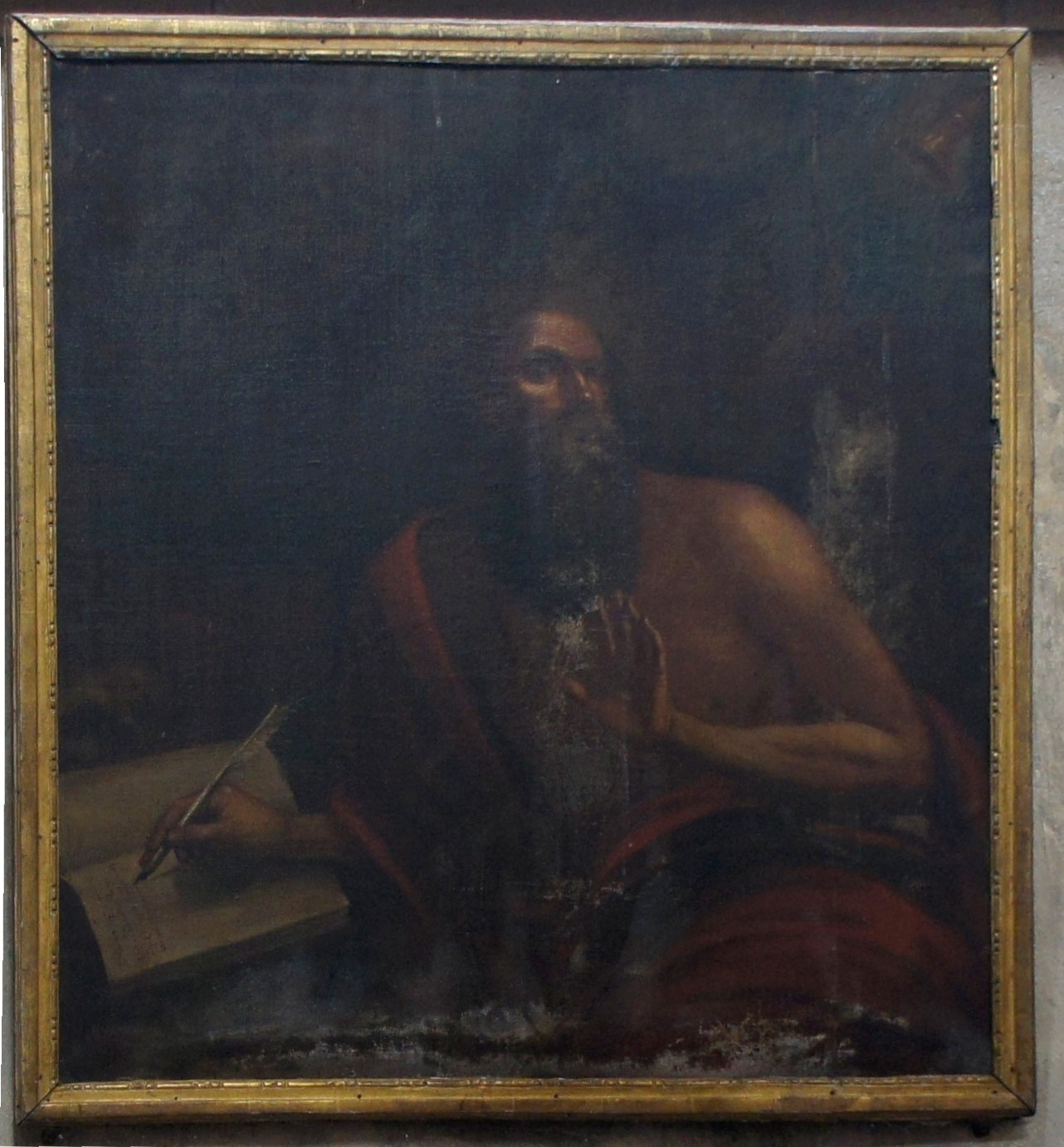
Изображение святого Альпина. Храм в Шалон-ан-Шампань.
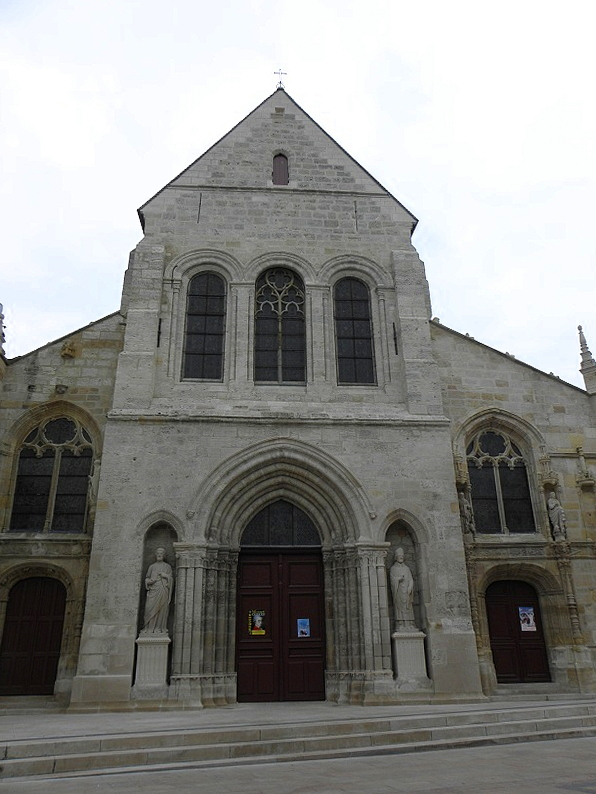
Храм святого Альпина в Шалон-ан-Шампань.
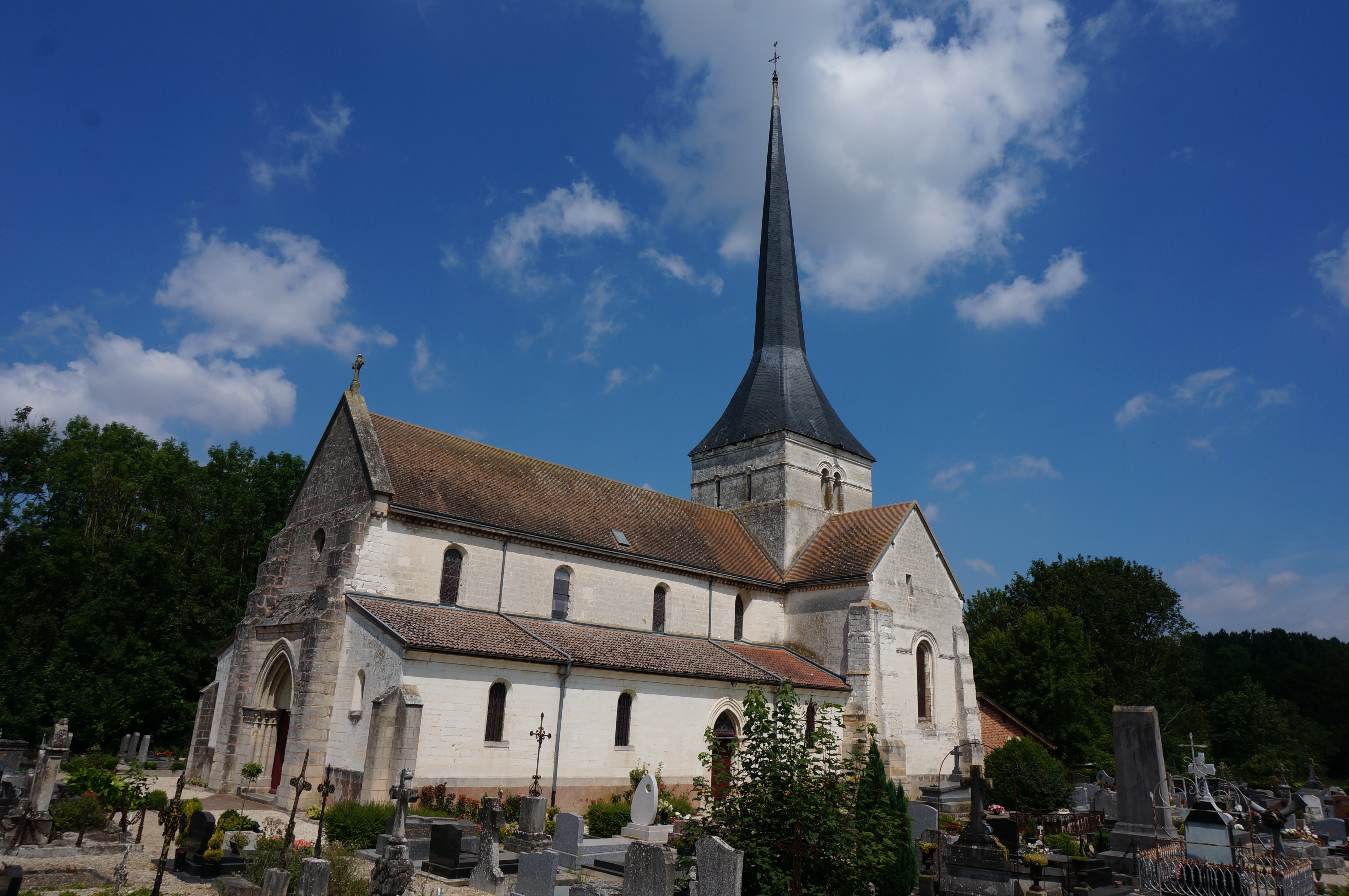
Храм святого Альпина, Экюри-сюр-Коль.
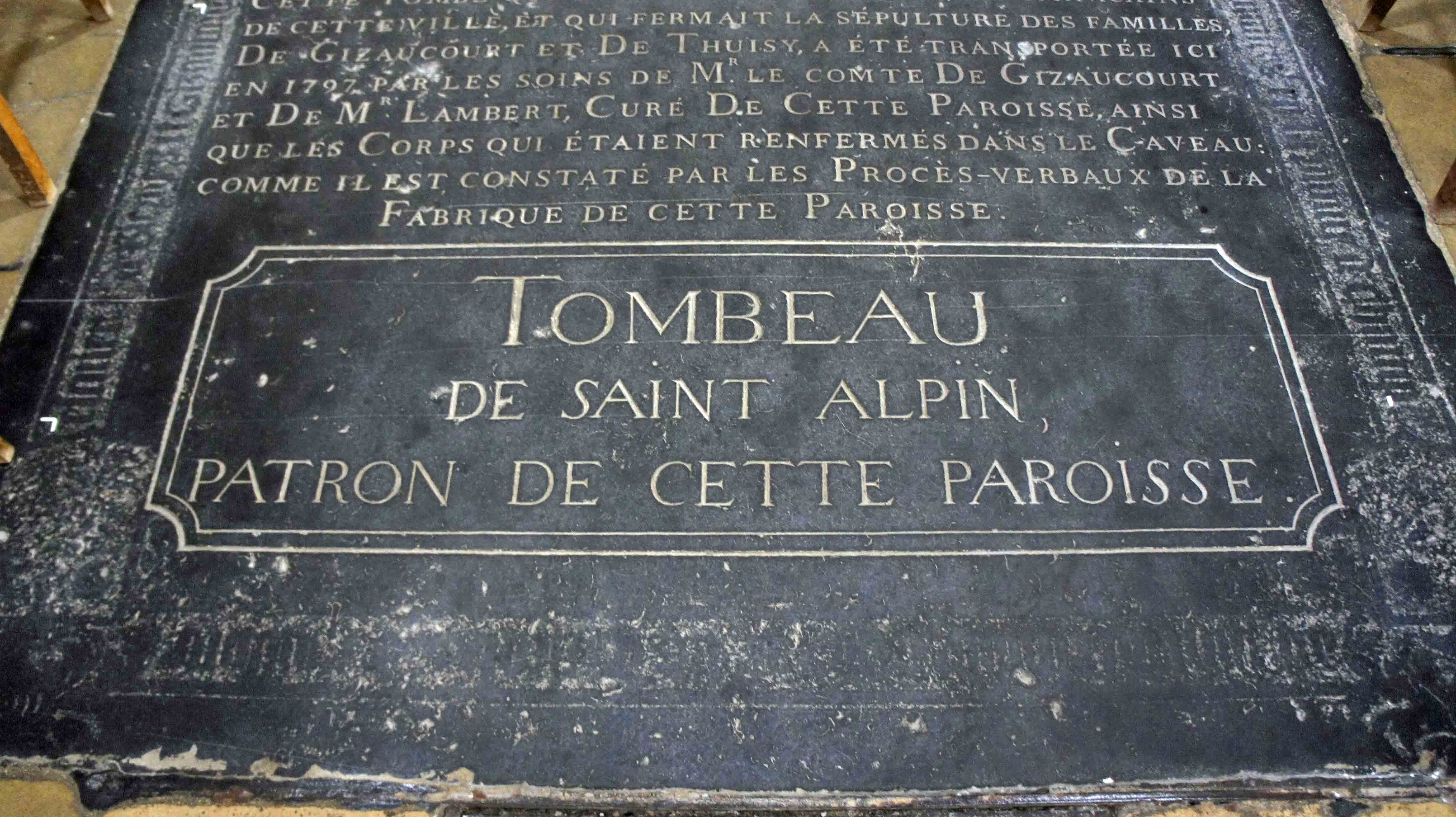
Усыпальница святого Альпина. Храм в Шалон-ан-Шампань.